# Michael Landau

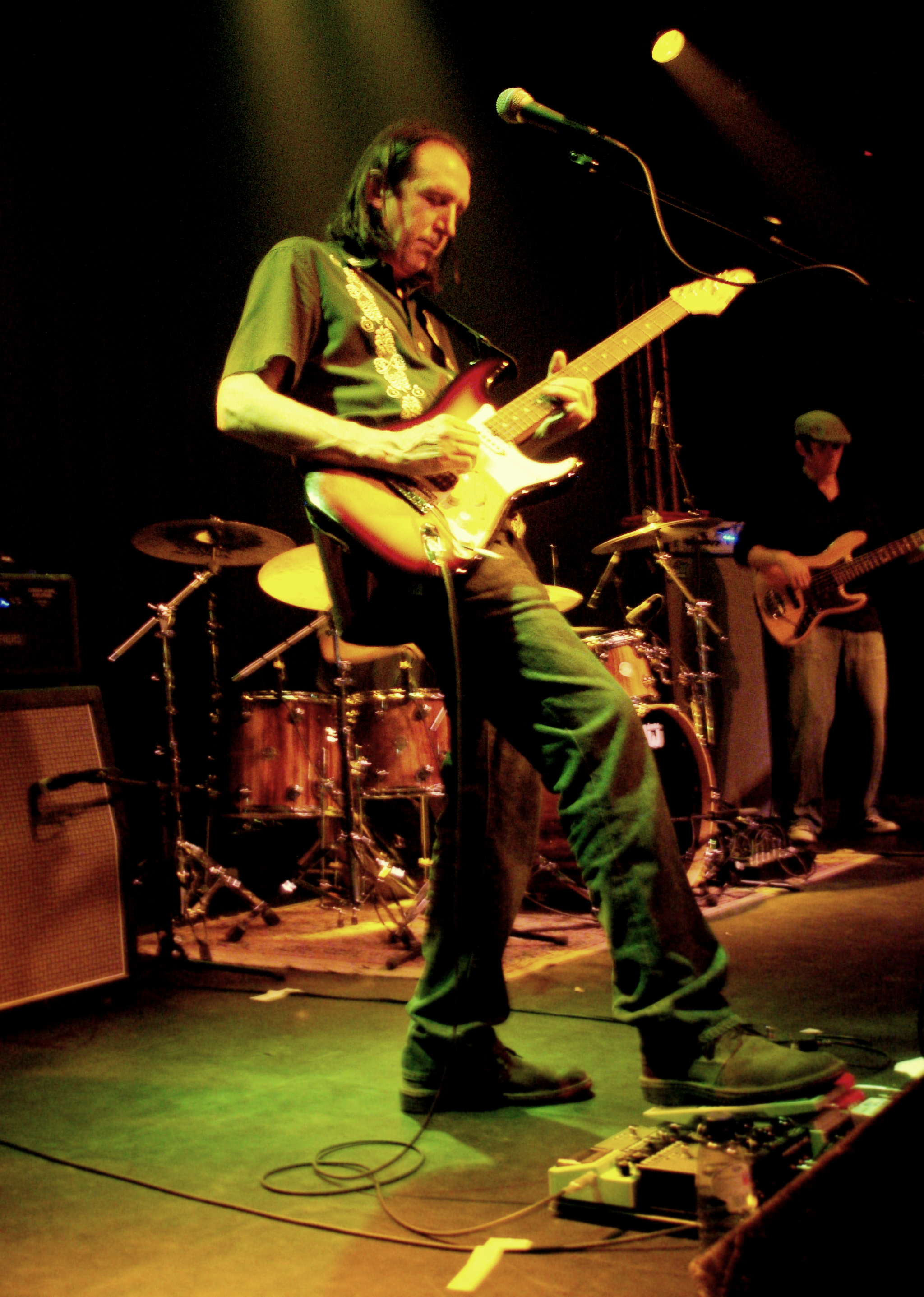
Michael Landau, 2008.

Michael Landau, född 1958 i Los Angeles, USA, är en gitarrist. 
Landau gick på samma skola som Steve Lukather, Carlos Vega och John Pierce som han spelade mycket med under den tiden. Michael Landau är antagligen en av de mest anlitade studiomusikerna någonsin. Han har spelat med artister såsom Richard Marx, Kenny Rogers, Dan Hill, David Foster, David Crosby, David Garfield mm.
Mike Landau har även varit med i det legendariska Aor-bandet Maxus.

## Diskografi (solo)
Album
- Tales from the Bulge (1990)
- The Star Spangled Banner (2001)
- Michael Landau Live 2000 (2001)
- The Michael Landau Group-Live (2006)
- Organic Instrumentals (2012)
- Rock Bottom (2018)